# エチレンジオキシメタンフェタミン
エチレンジオキシメタンフェタミン (3,4-Ethylenedioxy-N-methylamphetamine、EDMA) はアンフェタミン系のエンタクトゲンである。メチレンジオキシメタンフェタミン (MDMA) のアナログで、メチレンジオキシ環がエチレンジオキシ環に置き換わっている。アレクサンダー・シュルギンによって初めて合成された。彼の著書 PiHKAL では、投与量は150-250 mg、持続時間は3-5時間とされている。シュルギンによると、EDMAは、痺れ、眼球震盪、入眠時心像等の影響があり、その他の効果はほぼない。EDMAはMDMAと比べて作用が弱く、ドーパミン放出にはほとんど影響を与えない非神経毒性セロトニン放出薬として作用することが示されている。これはシュルギンの150-250 mgの投与量の報告に基づいており、より大量の投与ではより作用が強い可能性がある。